# Новая (Таймырский Долгано-Ненецкий район)
Новая — посёлок в Таймырском Долгано-Ненецком районе Красноярского края Российской Федерации. До 2007 года входил в Хатангский район Таймырского автономного округа Красноярского края.
Находится в 52 км от с. Хатанга. В посёлке по данным сельского поселения проживает[когда?] 294 человека, из них представители коренных малочисленных народов Таймыра — 287 человек (долган — 234 (82 %), нганасан — 52 (18 %), эвенков — 1). В посёлке работают начальная школа — детский сад, фельдшерско-акушерский пункт, предприятие ЖКХ, магазин, коммерческий магазин продовольственных товаров, отделение почтовой связи, дизельная электростанция, сельский Дом культуры, библиотека.
В октябре 1937 г. в районе реки Большой Балахни, нганасан объединили в промыслово-охотничье товарищество «Ленинский путь». В 1938 г. на реке Хета 20 семей долган объединили в колхоз, который назвали именем А. Стаханова. В 1940-е годы товарищество «Ленинский путь» и колхоз им. Стаханова объединяются и образуют колхоз «Путь к коммунизму». В начале 1950-х годов принимается решение о переносе посёлка на более удобное место для причаливания катеров. В это же время строится новое большое здание школы-интерната. Именно с начала работы школы в 1953 г. начинается история фактории, которую назвали Новой.
Климат близок к арктическому, с продолжительной зимой, полярными ночами, сильными морозами и коротким летом. Среднегодовая температура составляет −13 °С. Средняя зимняя температура составляет −30 °С, летняя — + 12 °С. Снежный покров лежит 8—9 месяцев в году. Осадков выпадает 110—350 мм в год. Земледелие в открытом грунте невозможно. 10 ноября по 1 февраля — полярная ночь, с 13 мая по 6 августа — полярный день.

## Население
| 2002 | 2010 | 2012 | 2014 | 2017 | 2019 | 2020 |
| ---- | ---- | ---- | ---- | ---- | ---- | ---- |
| 313  | →313 | ↘288 | ↗294 | ↘292 | ↗334 | ↘266 |